# Morrison Bluff
Morrison Bluff est un village situé dans l’État américain de l'Arkansas, dans le comté de Logan.